# SN 2000ad
SN 2000ad – supernowa odkryta 3 marca 2000 roku w galaktyce A091400-0216. W momencie odkrycia miała maksymalną jasność 19,90m.